# José María Gamazo
José María Gamazo y Manglano (Madrid, 27 de diciembre de 1929-Madrid, 10 de septiembre de 2015) fue un político español, ministro durante el Franquismo.

## Biografía
Perteneció al Cuerpo Superior de Administradores Civiles del Estado, antiguo Cuerpo Técnico de la Administración Civil del Estado. En 1964 fue nombrado director general de Servicios de la Presidencia del Gobierno, despachaba a diario con Luis Carrero Blanco. Cuando el almirante fue designado presidente, le eligió para sustituirle como ministro-subsecretario de la Presidencia. Como cargo de la máxima confianza y proximidad de Carrero, cesó el 3 de enero de 1974 y ocupó la presidencia de Minas de Almadén y Arrayanes por unos años.